# 가이양

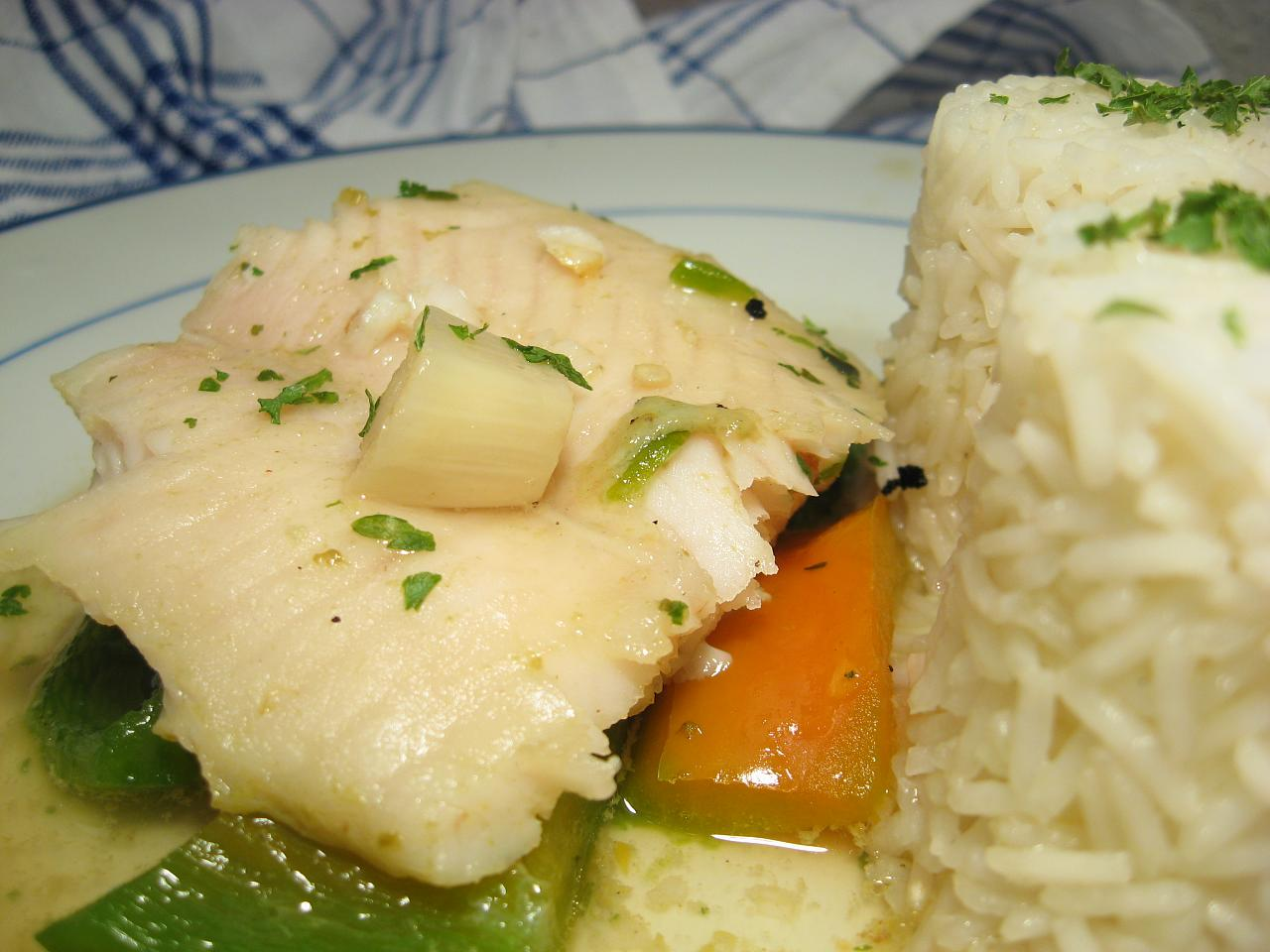
가이양으로 만든 요리. 미국에서는 챤넬 메기를 대신하여 가이양이 수입되 식재료로 쓰인다.

가이양(Pangasianodon hypophthalmus)은 동남아시아의 메콩강 유역에 서식하는 메콩메기과에 속하는 메기다. 한국에서는 수족관에서 판매되는 열대어로, 가이양이라는 이름은 일본어로 추측된다.